# Powiat Sztumski
Der Powiat Sztumski ist ein Powiat (Kreis) in der polnischen Woiwodschaft Pommern. Der Powiat hat eine Fläche von 730,85 km², auf der etwa 42.000 Einwohner leben. Die Bevölkerungsdichte beträgt 58 Einwohner pro km.² (2016)

## Gemeinden
Der Powiat umfasst fünf Gemeinden, davon
zwei Stadt-und-Land-Gemeinden
- Dzierzgoń (Christburg)
- Sztum (Stuhm)

und drei Landgemeinden
- Mikołajki Pomorskie (Niklaskirchen)
- Stary Dzierzgoń (Alt Christburg)
- Stary Targ (Altmark)

## Städte
- Dzierzgoń
- Sztum

## Nachbarpowiate
|                          | Powiat Malborski Marienburg                 | Powiat Elbląski Elbing       |
| Powiat Tczewski Dirschau | Kompassrose, die auf Nachbargemeinden zeigt | Powiat Ostródzki Osterode    |
|                          | Powiat Kwidzyński Marienwerder              | Powiat Iławski Deutsch Eylau |